# تومي لودج
تومي لودج (16 أبريل 1921 - 1 يوليو 2012) (بالإنجليزية: Tommy Lodge)‏ هو لاعب كريكت بريطاني وبريطاني (وحمل سابقاً جنسية المملكة المتحدة لبريطانيا العظمى وأيرلندا).